# E-Prix de París de 2017
El París ePrix de 2017, oficialmente 2016-17 FIA Fórmula E Qatar Airways París ePrix, fue una carrera de monoplazas eléctricos del campeonato de la FIA de Fórmula E que tuvo lugar el 20 de mayo de 2017 en el Circuito callejero de París, Francia.
Sébastien Buemi se llevó el triunfo con un tiempo de 59:41.125, segundo fue José María López a 707 milésimas y tercero quedó Nick Heidfeld a 2.043 segundos.

## Entrenamientos libres
Todos los horarios corresponden al huso horario local (UTC+1).

### Primeros libres
| Hora de inicio 8:00 - Hora de finalización 8:45 |     |                        |                                |          |            |         |
| Pos.                                            | N.º | Piloto                 | Equipo                         | Tiempo   | Diferencia | Vueltas |
| 1                                               | 9   | Sébastien Buemi        | Renault e.Dams                 | 1:01.998 | —          | 22      |
| 2                                               | 37  | José María López       | DS Virgin Racing               | 1:02.715 | +0.717     | 26      |
| 3                                               | 25  | Jean-Éric Vergne       | Techeetah                      | 1:03.039 | +1.041     | 30      |
| 4                                               | 11  | Lucas di Grassi        | ABT Schaeffler Audi Sport      | 1:03.061 | +1.063     | 29      |
| 5                                               | 19  | Felix Rosenqvist       | Mahindra Racing Formula E Team | 1:03.064 | +1.066     | 30      |
| 6                                               | 2   | Sam Bird               | DS Virgin Racing               | 1:03.068 | +1.070     | 18      |
| 7                                               | 6   | Mike Conway            | Faraday Future Dragon Racing   | 1:03.248 | +1.250     | 28      |
| 8                                               | 3   | Nelson Piquet, Jr.     | NextEV NIO                     | 1:03.326 | +1.328     | 29      |
| 9                                               | 23  | Nick Heidfeld          | Mahindra Racing Formula E Team | 1:03.360 | +1.362     | 27      |
| 10                                              | 8   | Nicolas Prost          | Renault e.Dams                 | 1:03.396 | +1.398     | 24      |
| 11                                              | 20  | Mitch Evans            | Panasonic Jaguar Racing        | 1:03.437 | +1.439     | 27      |
| 12                                              | 27  | Robin Frijns           | Andretti Formula E Team        | 1:03.451 | +1.453     | 27      |
| 13                                              | 66  | Daniel Abt             | ABT Schaeffler Audi Sport      | 1:03.591 | +1.593     | 30      |
| 14                                              | 88  | Oliver Turvey          | NextEV NIO                     | 1:03.619 | +1.691     | 30      |
| 15                                              | 7   | Jérôme d'Ambrosio      | Faraday Future Dragon Racing   | 1:03.775 | +1.777     | 24      |
| 16                                              | 28  | António Félix da Costa | Andretti Formula E Team        | 1:03.848 | +1.850     | 31      |
| 17                                              | 5   | Tom Dillmann           | Venturi Formula E Team         | 1:03.864 | +2.866     | 29      |
| 18                                              | 33  | Esteban Gutiérrez      | Techeetah                      | 1:03.888 | +1.890     | 23      |
| 19                                              | 4   | Stéphane Sarrazin      | Venturi Formula E Team         | 1:04.052 | +2.054     | 27      |
| 20                                              | 47  | Adam Carroll           | Panasonic Jaguar Racing        | 1:04.201 | +2.203     | 29      |

### Segundos libres
| Hora de inicio 10:30 - Hora de finalización 11:00 |     |                        |                                |          |            |         |
| Pos.                                              | N.º | Piloto                 | Equipo                         | Tiempo   | Diferencia | Vueltas |
| 1                                                 | 11  | Lucas di Grassi        | ABT Schaeffler Audi Sport      | 1:01.359 | —          | 21      |
| 2                                                 | 37  | José María López       | DS Virgin Racing               | 1:01.559 | +0.200     | 20      |
| 3                                                 | 9   | Sébastien Buemi        | Renault e.Dams                 | 1:01.581 | +0.222     | 20      |
| 4                                                 | 66  | Daniel Abt             | ABT Schaeffler Audi Sport      | 1:01.591 | +0.232     | 23      |
| 5                                                 | 2   | Sam Bird               | DS Virgin Racing               | 1:01.605 | +0.246     | 14      |
| 6                                                 | 19  | Felix Rosenqvist       | Mahindra Racing Formula E Team | 1:01.707 | +0.348     | 20      |
| 7                                                 | 8   | Nicolas Prost          | Renault e.Dams                 | 1:01.808 | +0.449     | 16      |
| 8                                                 | 88  | Oliver Turvey          | NextEV NIO                     | 1:01.923 | +0.564     | 19      |
| 9                                                 | 25  | Jean-Éric Vergne       | Techeetah                      | 1:02.031 | +0.672     | 20      |
| 10                                                | 27  | Robin Frijns           | Andretti Formula E Team        | 1:02.271 | +0.912     | 17      |
| 11                                                | 3   | Nelson Piquet, Jr.     | NextEV NIO                     | 1:02.296 | +0.937     | 15      |
| 12                                                | 33  | Esteban Gutiérrez      | Techeetah                      | 1:02.328 | +0.969     | 15      |
| 13                                                | 4   | Stéphane Sarrazin      | Venturi Formula E Team         | 1:02.419 | +1.060     | 22      |
| 14                                                | 20  | Mitch Evans            | Panasonic Jaguar Racing        | 1:02.463 | +1.104     | 19      |
| 15                                                | 7   | Jérôme d'Ambrosio      | Faraday Future Dragon Racing   | 1:02.492 | +1.133     | 19      |
| 16                                                | 6   | Mike Conway            | Faraday Future Dragon Racing   | 1:02.525 | +1.166     | 18      |
| 17                                                | 28  | António Félix da Costa | Andretti Formula E Team        | 1:02.573 | +1.214     | 13      |
| 18                                                | 5   | Tom Dillmann           | Venturi Formula E Team         | 1:02.789 | +1.430     | 25      |
| 19                                                | 23  | Nick Heidfeld          | Mahindra Racing Formula E Team | 1:02.929 | +1.570     | 14      |
| 20                                                | 47  | Adam Carroll           | Panasonic Jaguar Racing        | 1:03.137 | +1.778     | 18      |

## Clasificación
Todos los horarios corresponden al huso horario local (UTC+1).

### Resultados
| Hora de inicio 12:00 - Hora de finalización 12:36 |     |                        |                                |          |            |    |
| Pos.                                              | N.º | Piloto                 | Equipo                         | Tiempo   | Diferencia | P. |
| 1                                                 | 9   | Sébastien Buemi        | Renault e.Dams                 | 1:02.171 | —          | SP |
| 2                                                 | 25  | Jean-Éric Vergne       | Techeetah                      | 1:02.274 | +0.103     | SP |
| 3                                                 | 88  | Oliver Turvey          | NextEV NIO                     | 1:02.384 | +0.213     | SP |
| 4                                                 | 37  | José María López       | DS Virgin Racing               | 1:02.459 | +0.288     | SP |
| 5                                                 | 33  | Esteban Gutiérrez      | Techeetah                      | 1:02.597 | +0.426     | SP |
| 6                                                 | 23  | Nick Heidfeld          | Mahindra Racing Formula E Team | 1:02.611 | +0.440     | 5  |
| 7                                                 | 19  | Felix Rosenqvist       | Mahindra Racing Formula E Team | 1:02.617 | +0.446     | 6  |
| 8                                                 | 27  | Robin Frijns           | Andretti Formula E Team        | 1:02.654 | +0.483     | 7  |
| 9                                                 | 20  | Mitch Evans            | Panasonic Jaguar Racing        | 1:02.687 | +0.516     | 8  |
| 10                                                | 8   | Nicolas Prost          | Renault e.Dams                 | 1:02.746 | +0.575     | 9  |
| 11                                                | 6   | Mike Conway            | Faraday Future Dragon Racing   | 1:02.808 | +0.637     | 10 |
| 12                                                | 3   | Nelson Piquet, Jr.     | NextEV NIO                     | 1:02.810 | +0.639     | 11 |
| 13                                                | 7   | Jérôme d'Ambrosio      | Faraday Future Dragon Racing   | 1:02.814 | +0.643     | 12 |
| 14                                                | 11  | Lucas di Grassi        | ABT Schaeffler Audi Sport      | 1:02.840 | +0.669     | 13 |
| 15                                                | 5   | Tom Dillmann           | Venturi Formula E Team         | 1:03.024 | +0.853     | 15 |
| 16                                                | 66  | Daniel Abt             | ABT Schaeffler Audi Sport      | 1:03.071 | +0.900     | 16 |
| 17                                                | 28  | António Félix da Costa | Andretti Formula E Team        | 1:03.268 | +1.097     | 17 |
| 18                                                | 2   | Sam Bird               | DS Virgin Racing               | 1:03.573 | +1.402     | 18 |
| 19                                                | 47  | Adam Carroll           | Panasonic Jaguar Racing        | 1:03.771 | +1.600     | 19 |
| 20                                                | 4   | Stéphane Sarrazin      | Venturi Formula E Team         | 1:06.121 | +3.950     | 20 |

Notas:
1. ↑  «La Fórmula E no descansa: próxima parada, París». SoyMotor.com. Consultado el 18 de mayo de 2017.
2. ↑  «Qatar Airways Paris ePrix – in quotes – Formula E». www.fiaformulae.com (en inglés). Consultado el 25 de mayo de 2017.
3. 1 2 3  «Race Results – Formula E». www.fiaformulae.com (en inglés). Archivado desde el original el 12 de septiembre de 2017. Consultado el 13 de mayo de 2017.
4. 1 2 3 4 5  Las primeras 5 posiciones de la parrilla van a ser determinadas por una Super Pole.

### Super Pole
| Hora de inicio 12:45 - Hora de finalización 13:00 |     |                   |                  |          |            |    |
| Pos.                                              | N.º | Piloto            | Equipo           | Tiempo   | Diferencia | P. |
| 1                                                 | 9   | Sébastien Buemi   | Renault e.Dams   | 1:02.319 | —          | 1  |
| 2                                                 | 25  | Jean-Éric Vergne  | Techeetah        | 1:02.325 | +0.006     | 2  |
| 3                                                 | 37  | José María López  | DS Virgin Racing | 1:02.640 | +0.321     | 3  |
| 4                                                 | 88  | Oliver Turvey     | NextEV NIO       | 1:02.910 | +0.591     | 14 |
| 5                                                 | 33  | Esteban Gutiérrez | Techeetah        | 1:13.287 | +10.968    | 4  |

Notas:
1. ↑  «Paris: Strafversetzung für Oliver Turvey». www.e-formel.de (en alemán). Consultado el 25 de mayo de 2017.
2. ↑  Fue sancionado con 10 puestos en la grilla de largada por cambiar la unidad de potencia.

## Carrera
Todos los horarios corresponden al huso horario local (UTC+1).

### Resultados
| Hora de inicio 16:00 |     |                        |                                |       |                 |    |        |
| Pos.                 | N.º | Piloto                 | Equipo                         | Vtas. | Tiempo/Retirado | P. | Puntos |
| 1                    | 9   | Sébastien Buemi        | Renault e.Dams                 | 49    | 59:41.125       | 1  | 28     |
| 2                    | 37  | José María López       | DS Virgin Racing               | 49    | +0.707          | 3  | 18     |
| 3                    | 23  | Nick Heidfeld          | Mahindra Racing Formula E Team | 49    | +2.043          | 5  | 15     |
| 4                    | 19  | Felix Rosenqvist       | Mahindra Racing Formula E Team | 49    | +2.621          | 6  | 12     |
| 5                    | 8   | Nicolas Prost          | Renault e.Dams                 | 49    | +3.521          | 9  | 10     |
| 6                    | 27  | Robin Frijns           | Andretti Formula E Team        | 49    | +7.999          | 7  | 8      |
| 7                    | 3   | Nelson Piquet, Jr.     | NextEV NIO                     | 49    | +32.420         | 11 | 6      |
| 8                    | 5   | Tom Dillmann           | Venturi Formula E Team         | 49    | +32.929         | 15 | 4      |
| 9                    | 20  | Mitch Evans            | Panasonic Jaguar Racing        | 49    | +33.369         | 8  | 2      |
| 10                   | 4   | Stéphane Sarrazin      | Venturi Formula E Team         | 49    | +34.051         | 20 | 1      |
| 11                   | 33  | Esteban Gutiérrez      | Techeetah                      | 49    | +36.197         | 4  |        |
| 12                   | 88  | Oliver Turvey          | NextEV NIO                     | 49    | +40.082         | 14 |        |
| 13                   | 66  | Daniel Abt             | ABT Schaeffler Audi Sport      | 48    | +1 vuelta       | 16 |        |
| 14                   | 6   | Mike Conway            | Faraday Future Dragon Racing   | 48    | +1 vuelta       | 10 |        |
| 15                   | 47  | Adam Carroll           | Panasonic Jaguar Racing        | 48    | +1 vuelta       | 19 |        |
| 16                   | 2   | Sam Bird               | DS Virgin Racing               | 47    | +2 vueltas      | 18 | 1      |
| Ret                  | 11  | Lucas di Grassi        | ABT Schaeffler Audi Sport      | 38    | No terminó      | 13 |        |
| Ret                  | 7   | Jérôme d'Ambrosio      | Faraday Future Dragon Racing   | 35    | No terminó      | 12 |        |
| Ret                  | 25  | Jean-Éric Vergne       | Techeetah                      | 33    | No terminó      | 2  |        |
| Ret                  | 28  | António Félix da Costa | Andretti Formula E Team        | 18    | No terminó      | 17 |        |

Notas:
1. ↑  «Round 6 - Paris ePrix FIA Formula E Championship Results Booklet». Consultado el 25 de mayo de 2017.
2. ↑  Tres puntos adicionales para el que marco la pole position. (Sébastien Buemi)
3. 1 2 3  Fueron sancionados con 5 segundos por exceso de velocidad con bandera amarilla en pista.
4. ↑  Un punto adicional para el que marco la vuelta rápida en carrera. (Sam Bird)